# Kurt Grossmann
Kurt Richard Grossmann (ur. 21 maja 1897 w Berlinie, zm. w 1972 w St. Petersburgu na Florydzie) – niemiecki i amerykański dziennikarz i publicysta.

## Życiorys
W latach 1926–1933 Grossmann sprawował funkcję sekretarza generalnego Niemieckiej Ligi Praw Człowieka (niem. Deutsche Liga für Menschenrechte). Współpracował z pismem Weltbühne, pisał dla „Vossische Zeitung” i „Berliner Tageblatt”. 
Po dojściu do władzy Adolfa Hitlera i nazistów, zbiegł po pożarze Reichstagu najpierw do Pragi (do 1938) a potem przez Francję do Stanów Zjednoczonych. W 1933 był jedną z pierwszych 33 osób, którym naziści odebrali obywatelstwo niemieckie na mocy Ustawy o odwołaniu nadania obywatelstwa i odebrania obywatelstwa niemieckiego (niem. Gesetz über den Widerruf von Einbürgerungen und die Aberkennung der deutschen Staatsangehörigkeit). W latach 1943–1950 był asystentem kierownictwa Światowego Kongresu Żydowskiego, a od 1952 pracował dla Agencji Żydowskiej na rzecz Izraela.